# Komisja Mniejszości Narodowych i Etnicznych

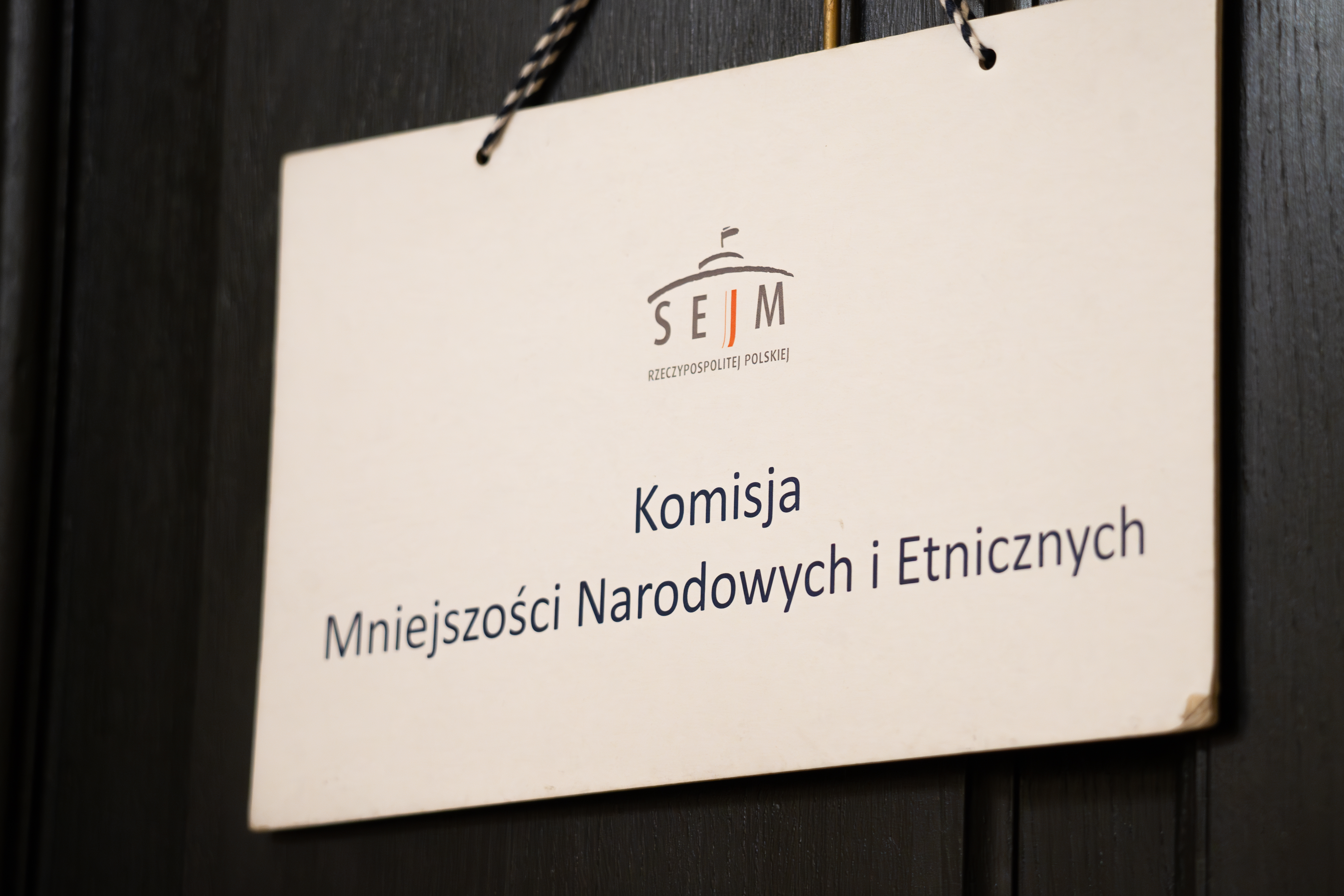
Informacja o trwającym posiedzeniu komisji

Komisja Mniejszości Narodowych i Etnicznych (skrót MNE) – stała komisja sejmowa zajmująca się sprawami związanymi z utrzymaniem dziedzictwa kulturowego mniejszości narodowych, etnicznych i językowych oraz ochrony ich praw. 
Najważniejsze z działań komisji po 1989 to przyjęcie projektu ustawy z dn. 6 stycznia 2005 r. o mniejszościach narodowych i etnicznych, która uregulowała prawnie status ich przedstawicieli w Polsce.

## Prezydium Komisji wSejmie X kadencji
- Wanda Nowicka (Lewica) –  przewodnicząca,
- Monika Rosa (KO) – zastępca przewodniczącej,
- Jarosław Sellin (PiS) – zastępca przewodniczącej,
- Wojciech Zubowski (PiS) – zastępca przewodniczącej.

## Prezydium Komisji wSejmie IX kadencji
- Wanda Nowicka (Lewica) –  przewodniczący,
- Ryszard Galla (Mniejszość Niemiecka) –  zastępca przewodniczącego,
- Zbigniew Konwiński (KO) –  zastępca przewodniczącego,
- Wojciech Zubowski (PiS) – zastępca przewodniczącego[4].

## Prezydium Komisji wSejmie VIII kadencji
- Danuta Pietraszewska (PO) – przewodniczący,
- Ryszard Galla (Mniejszość Niemiecka) – zastępca przewodniczącego,
- Szymon Giżyński (PiS) – zastępca przewodniczącego,
- Stanisław Huskowski (PSL-UED) – zastępca przewodniczącego[5].

## Prezydium Komisji wSejmie VII kadencji
- Marek Ast (PiS) – przewodniczący
- Eugeniusz Czykwin (SLD) – zastępca przewodniczącego
- Ryszard Galla (Mniejszość Niemiecka) – zastępca przewodniczącego
- Danuta Pietraszewska (PO) – zastępca przewodniczącego

## Prezydium Komisji wSejmie VI kadencji
- Marek Ast (PiS) – przewodniczący
- Eugeniusz Czykwin (SLD) – zastępca przewodniczącego
- Ryszard Galla (Mniejszość Niemiecka) – zastępca przewodniczącego
- Kazimierz Kutz (niez.) – zastępca przewodniczącego
- Mion Sycz (PO) – zastępca przewodniczącego

## Prezydium Komisji wSejmie V kadencji
- Eugeniusz Czykwin (SLD) – przewodniczący
- Jarosław Jagiełło (PiS) – zastępca przewodniczącego
- Kazimierz Kleina (PO) – zastępca przewodniczącego
- Henryk Kroll (Mniejszość Niemiecka) – zastępca przewodniczącego

## Prezydium Komisji wSejmie IV kadencji
- Genowefa Wiśniowska (Samoobrona RP) – przewodniczący
- Jerzy Czerwiński (RKN) – zastępca przewodniczącego
- Janusz Lisak (SG) – zastępca przewodniczącego
- Jerzy Szteliga (niez.) – zastępca przewodniczącego

## Prezydium Komisji wSejmie III kadencji
- Jacek Kuroń (UW) – przewodniczący
- Wojciech Hauser (AWS) – zastępca przewodniczącego
- Henryk Kroll (Mniejszość Niemiecka) – zastępca przewodniczącego
- Jerzy Szteliga (SLD) – zastępca przewodniczącego

## Prezydium Komisji wSejmie II kadencji
- Jacek Kuroń (UW) – przewodniczący
- Henryk Bogdan (PSL) – zastępca przewodniczącego
- Henryk Kroll (Mniejszość Niemiecka) – zastępca przewodniczącego
- Jerzy Szteliga (SLD) – zastępca przewodniczącego

## Prezydium Komisji wSejmie I kadencji
- Jerzy Kopania (UD) – przewodniczący
- Eugeniusz Czykwin (niez.) – zastępca przewodniczącego
- Henryk Kroll (Mniejszość Niemiecka) – zastępca przewodniczącego
- Waldemar Polczyński (KPN) – zastępca przewodniczącego

## Prezydium Komisji wSejmie X kadencji
- Jerzy Wuttke (OKP) – przewodniczący
- Włodzimierz Cimoszewicz (LD) – zastępca przewodniczącego
- Eugeniusz Czykwin (UChS) – zastępca przewodniczącego
- Janusz Dobrosz (PSL) – zastępca przewodniczącego